# ADS-B
ADS-B (Automatic dependent surveillance-broadcast) je tehnologija, ki se uporablja za sledenje letalom in povečanju varnosti v letalskem prometu. Letala in drugi zrakoplovi javljajo svojo GPS pozicijo preko radijskega oddajnika drugim letalom, kontrolorjem, dispečerjem in drugim uporabnikom na zemlji. 
ADS-B bo lahko nasledil ali pa zamenjal sekundarne radarske sisteme, ki so trenutno v uporabi. Sistem ADS-B je tudi bolj poceni, v večini primerov bolj natančen in se lahko uporablja, kjer ni radarjev npr. na oceanih. ADS-B bo lahko tudi zmanjšal separacije med letali in omogočil pilotom boljši pregled nad situacijo ("situational awarness").
ADS-B je del Next Generation Air Transportation System (NextGen) ain Single European Sky ATM Research (SESAR).
V ZDA bo do 1. januarja 2020 morala večina zrakoplovov imeti to tehnologijo.  V Evropi bodo letala z vzletno težo večjo od 5700 kg ali pa hitrostjo večjo od 250 vozlov morala imeti ADS-B od leta 2017 naprej.